# Edelmiro Farrell
Edelmiro Julián Farrell (ur. 12 lutego 1887, zm. 21 października 1980) – argentyński generał i polityk, jeden z inicjatorów czerwcowego zamachu stanu w 1943 roku, wprowadzającego rządy junty wojskowej. W latach 1944–1946 pełnił urząd prezydenta Argentyny.
W 1907 roku ukończył szkołę wojskową w stopniu podporucznika piechoty. W latach 1924–1926 przebywał na szkoleniu we włoskich Alpach.
W 1943 roku był jednym z liderów Grupy Zjednoczonych Oficerów, proniemieckiego zrzeszenia oficerów głównie niższego stopnia, które 4 czerwca obaliło dotychczasowego prezydenta Ramóna Castillo i wprowadziło rządy wojskowe. Farrell od 1943 do 1944 roku pełnił obowiązki wiceprezydenta i ministra wojny w rządzie Pedra Ramíreza, a po jego ustąpieniu został prezydentem Argentyny. Pod wpływem cywilnej opozycji w październiku 1945 roku rozpisał nowe wybory prezydenckie, które cztery miesiące później wygrał Juan Domingo Perón, wiceprezydent i minister pracy w jego gabinecie.